# Anthoactis armauerhanseni
Espèce
Anthoactis armauerhanseni est une espèce de cnidaires de la famille des Cerianthidae.

## Systématique
Le nom valide complet (avec auteur) de ce taxon est Anthoactis armauerhanseni Leloup, 1932.
Anthoactis armauerhanseni a pour synonyme :
- Anthoactis armauer-hanseni Leloup, 1932 - graphie incorrecte